# Fiat 241
O Fiat 241 é um furgão produzido pela Fiat entre 1965 e 1974. Ele tem uma carga útil de mais de 1400 kg e estava disponível em variantes de caminhão, furgão e chassis simples. O modelo foi um substituto para a picape 1100T, que havia cessado a produção em 1964.
O Fiat 241 foi oferecido em paralelo ao Fiat 238. O 241 tem tração traseira, ao contrário do 238 que tem tração dianteira. O motor no 241 estava localizado centralmente na cabine, ao contrário do 238 cujo motor está alojado sob o banco do passageiro, portanto, o 241 tem apenas dois assentos. Ele tinha duas opções de motor: gasolina (1481 cc OHV, derivado do 1500C) do carro de passeio Fiat 124 produzindo 51 cv. com uma caixa de câmbio de 4 velocidades e diesel (1,9ltr, 1.895 cc, o mesmo que Campagnola produzindo 47 cv).
A suspensão dianteira é independente com molas helicoidais, com molas semielípticas na traseira, apoiadas por amortecedores telescópicos e barras estabilizadoras em ambos os eixos. O comprimento total do veículo era de cerca de 4,6 m, com uma distância entre eixos de 2,3 m e área de carga de 2,8 m por 1,6 m. Disponível nas versões drop-side, plataforma e picape. Mais tarde, foi substituído pelo Fiat 242.

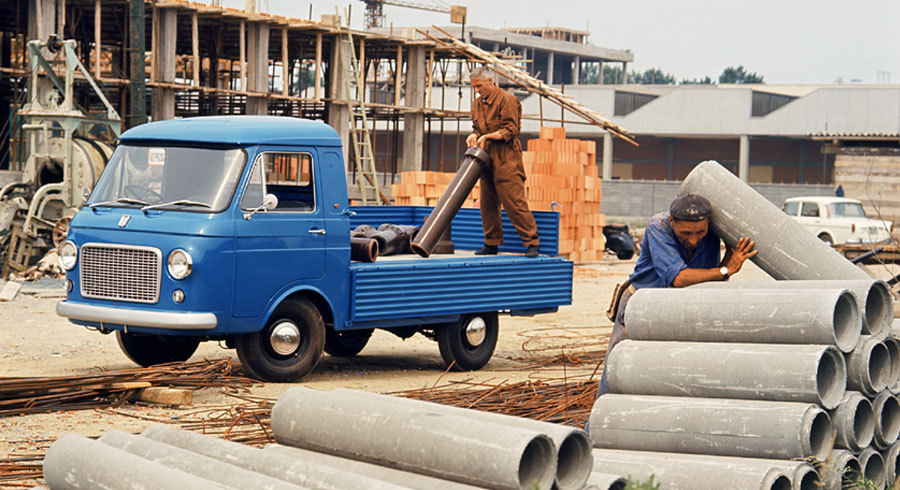
Fiat 241 versão picape drop-side em 1967